# Vergelmer
Vergelmer eller Hvergelmer (”den brusande kitteln”), även Hvergelme (se ija‐stam för skrivningen med utljudande ‑e); isländska: Hvergelmir, är i nordisk mytologi en källa mitt i Nifelheim belägen under den tredje roten av världsträdet Yggdrasil. Det är den källa eller brunn som ger världsträdet vatten. Alla andra vattendrag härstammar från Vergelmer. Från hjorten Eiktyrners horn flyter en stor ström ända ned i Vergelmer och därifrån utströmmar tolv floder. I Vergelmer ligger draken Nidhögg och gnager på Yggdrasils rot. Enligt vissa uttolkare bör Vergelmer vara identisk med Urdarbrunnen.